# نيل ستيوارت (مصور)
نيل ستيوارت (بالإنجليزية: Neil Stewart)‏ هو مصور بريطاني، ولد في 1978.